# Motkultur
Motkultur (direktöversättning av engelska: counterculture) är ett begrepp som introducerades av Theodore Roszak i boken The Making of a Counter Culture (1969). När en grupp inom ett samhälle opponerar sig mot de förhärskande normerna i en kultur, hegemonin, brukar begreppet motkultur eller kontrakultur användas. Subkulturen behöver inte en politisk plattform för spridningen av sin verksamhet. Det är tid, plats och socialmiljö som är deras plattform. Motkulturer kräver en speciell publik, mottaglig för deras budskap. Deras gemensamma nämnare är oppositionen mot den dominanta kulturen.
1960-talets västerländska motkultur var del av den dåtida ungdomsrevolten. Den kopplades också samman med undergroundrörelsen.

## Exempel på motkulturer
- Det kan vara till exempel en subkultur, som utöver att avvika från den rådande samhällsnormen även präglas av opposition mot den. Exempel på detta är det sena 1970-talets punkare, som utöver att vara kulturellt avgränsade vad gällde klädstil och musik, även riktade kritik mot samhällets fundament.
- Inom kriminologin har begreppet använts för att förklara viss ungdomsbrottslighet. Kritiker mot detta har menat att man istället borde fokusera på faktorer som social tillhörighet. Dessa förklaringar behöver dock inte stå emot varandra eftersom en motkultur eller subkultur kan uppstå ur en given social tillhörighet.
- Begreppet motkultur kan också gälla en bredare grupp i samhället. Till exempel kan feminismen, som sätter sig upp mot den manliga hegemonin (det vill säga patriarkatet), kallas motkultur.

## Motsamhällen
När motkulturer uppträder i fastare organiserad form kan man tala om motsamhällen. Dessa är självständiga och direktdemokratiska gemenskaper som bryter med stora delar av det övriga samhällets lagar, levnadssätt och vedertagna ideal. Motsamhällen är vanligt förekommande inom alternativrörelsen, i New Age-kretsar eller i den politiska gröna rörelsen i form av ekobyar eller mindre autonoma samhällen.